# Trigonostemon flavidus
Trigonostemon flavidus är en törelväxtart som beskrevs av François Gagnepain. Trigonostemon flavidus ingår i släktet Trigonostemon och familjen törelväxter. Inga underarter finns listade i Catalogue of Life.